# مساعد رحيل
مساعد رحيل ، لاعب كرة قدم كويتي.
يلعب مع نادي التضامن الكويتي ، و في يوم 28 نوفمبر 2008 تعرض للطرد في مباراة فريقه أمام نادي السالمية في الدوري الكويتي 2008/2009.